# بازداشتگاه متروپولیتن، بروکلین
بازداشتگاه متروپولیتن، بروکلین (انگلیسی: Metropolitan Detention Center, Brooklyn)، یک بازداشتگاه اداری فدرال ایالات متحده در محله سانست پارک بروکلین، شهر نیویورک است. زندانیان زن و مرد در تمام سطوح امنیتی در آن نگهداری می‌شوند. این اداره توسط اداره فدرالی زندان‌ها، یک بخش از وزارت دادگستری ایالات متحده آمریکا اداره می‌شود.